# Дубово-сосновий ліс-1 (заповідне урочище)
Дубово-сосновий ліс-1 — заповідне урочище місцевого значення. Об'єкт розташований на території Луцької міської громади Луцького району Волинської області, на північний захід від с. Жабка.
Площа — 29,6 га, статус отриманий у 1995 році за рішенням Волинської обласної ради від 10.02.1995 р. №3/5. Перебуває у віданні ДП «Волинський військовий лісгосп», Луцьке лісництво кв. 7, вид. 3 (пл. 8,0 га), кв. 15, вид. 1 (пл. 21,6 га).
Статус надано з метою охорони та збереження у природному стані високобонітетного насадження (1 А) сосни звичайної Pinus sylvestris із домішкою дуба звичайного Quercus robur віком близько 80 років.

## Галерея

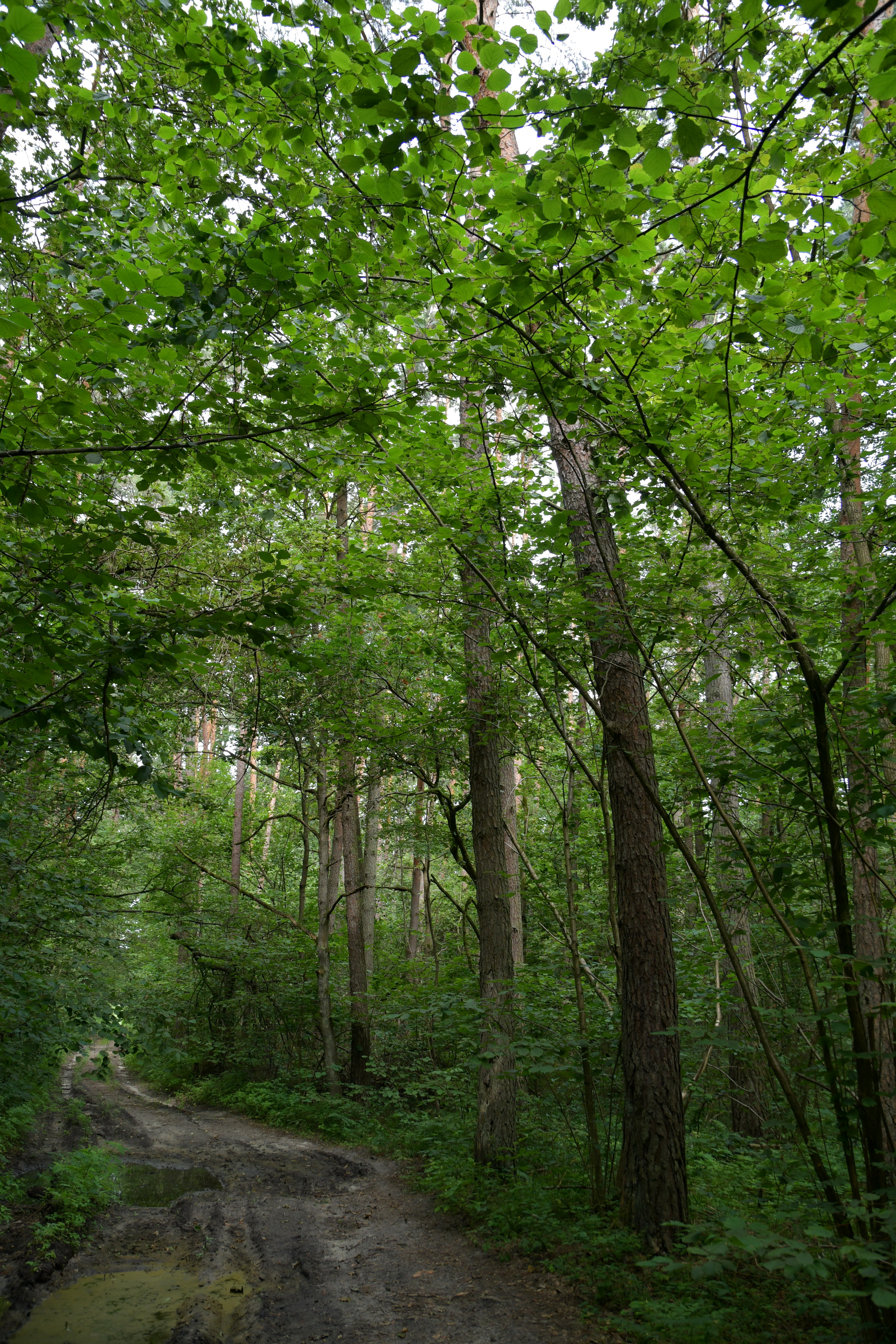
Лісова дорога
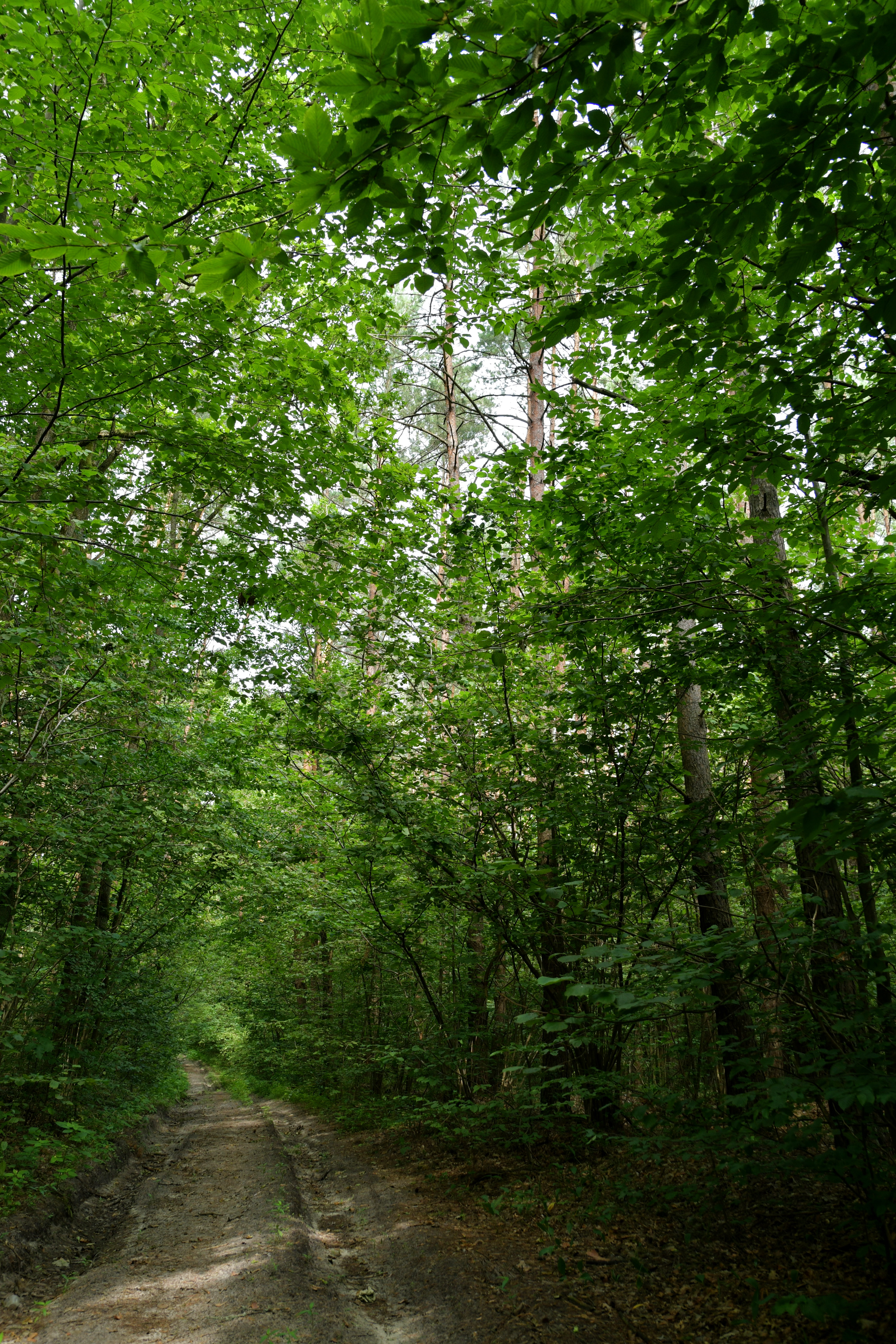
Лісова дорога
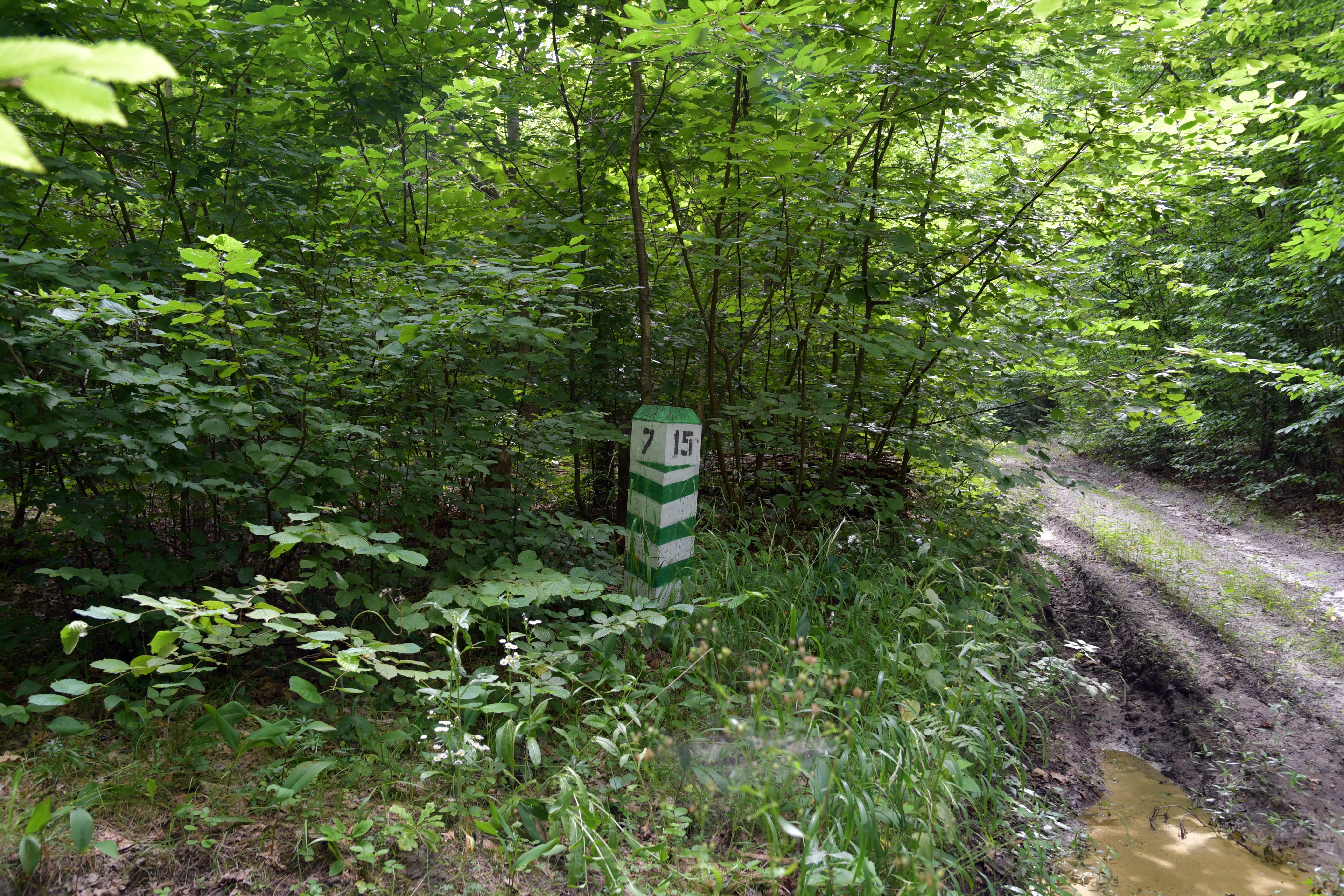
Квартальний знак №7-15